# Михаловский, Пётр
Пётр Михало́вский (пол. Piotr Michałowski; 2 июля 1800, Краков — 9 июня 1855, Кшиштофожице близ Кракова) — польский художник и общественный деятель; крупнейший представитель романтизма в польской живописи XIX века.

## Жизнь и творчество
В 1815—1820 годы обучался в Ягеллонском университете в Кракове точным и естественным наукам, а также филологии, а в 1821—1823 годы изучал в Гёттингене естественные науки и юриспруденцию, готовясь поступить на государственную службу. Занятия живописью для него пока второстепенны; несмотря на это Михаловский берёт в 1817—1818 годы в Кракове уроки рисования. С 1823 года начал службу в Варшаве. За заслуги в области управления металлургической промышленностью был награждён орденом Святого Станислава (1828).

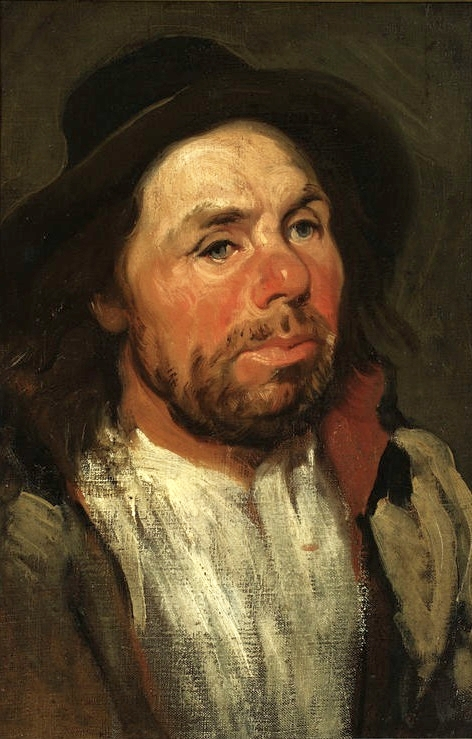
Портрет крестьянина в шляпе

Как политик многократно выезжал за границу, член Галицийского сейма до 1848 года. Принимал участие в Польском ноябрьском восстании 1830—1831 годов, после подавления которого эмигрировал в Париж.
Здесь он начал всерьёз работать как художник, делать копии картин старых мастеров: Гойи, Веласкеса и «голландцев» XVII века, следя в то же время за всеми современными течениями в искусстве.
После поездки в Лондон в 1835 году возвратился на родину, где и жил до самой смерти, лишь несколько раз выезжая кратковременно за рубеж. Частые мотивы конных скачек и сражений у Михаловского следует отнести к его увлечению французским романтизмом и, в особенности, Делакруа и Жерико. Кроме этого, в его творчестве представлены жанровые картины из польской народной жизни и великолепные портреты. Его художественные интересы стилистически простираются от романтического идеализма и до бескомпромиссного реализма.

## Избранные полотна
- «Сражение у Сомосьерры» (без даты; Париж, Лувр)
- «Портрет крестьянина в шляпе» (Варшава, Национальный музей)
- «Белый конь» (1846, Краков, Национальный музей)